# Liza Lou
Liza Lou (Nova York, 1969) és una artista visual nord-americana. És especialment coneguda per les seves creacions a gran escala, elaborades amb materials poc habituals en la pràctica artística i de caràcter monòton, com denes de collarets, normalment de vidre o plàstic.

## Biografia i obra destacada
Lou va néixer a Nova York l'any 1969. Actualment viu i treballa a Los Angeles, per bé que també ha treballat a KwaZulu-Natal (Sud-àfrica). Sembla que el seu interès en l'activitat artística es despertà l'any 1991 després d'un viatge a Itàlia. Impressionada pels mestres renaixentistes i la seva habilitat en la representació del paisatge toscà, Lou va sentir la necessitat de reproduir el seu paisatge, de construir una realitat plena de colors que reflectís el paisatge urbà americà. És en aquest desig on arrenca la creació de dues de les seves obres més celebrades, Kitchen (cuina) i Backyard (el pati de casa). No obstant, aquestes obres amaguen una reflexió i una crítica profunda.

### Kitchen("cuina")
Kitchen, realitzada amb milers de peces de colors de plàstic, va ser la primera obra que Lou va fer a gran escala. Es tracta d'una reproducció a escala real d'una cuina completament coberta amb denes de plàstic de colors, que l'artista va anar enganxant una a una al seu lloc corresponent, una tasca realitzada en solitari que es va allargar durant cinc anys i que és interpretada per la crítica com el fruit del compromís de Lou respecte al treball. El resultat és un escenari farcit de detalls, que situa Lou en la línia crítica dels artistes de l'art pop, que durant els anys seixanta i setanta del segle XX van produir d'una manera absolutament fidel, i sovint magnificada, els objectes que configuren l'estil de vida de les societats occidentals. En aquest cas, s'ha interpretat Kitchen com un monument al treball no reconegut de les dones.
Aquesta instal·lació va catapultar Lou a les primeres files del panorama artístic americà, ja que Kitchen es va mostrar al MoMA de Nova York l'any 1996.

### Backyard("el pati de casa")
Backyard és una altra de les obres més celebrades de Lou, que es va presentar l'any 1998 a l'Espai 13 de la Fundació Joan Miró, dins el cicle Cercles invisibles, que va comissariar Ferran Barenblit. Altre cop se'ns presenta un escenari on sembla que s'hagi aturat el temps, un típic jardí de qualsevol casa americana, elaborat amb més de trenta milions de denes de plàstic de colors. En aquesta ocasió, les estructures de denes s'instal·laren sobre elements de paper maixé, per tal que l'obra fos més lleugera i fàcil de transportar. A més, a diferència d'altres obres, Lou va organitzar tallers per convidar tothom que volgués a participar en el muntatge. Referent a aquesta instal·lació Lou afirmava: "Aquest és el somni de la classe mitjana d'Amèrica i de molts treballadors que aspiren a tenir una casa amb jardí, encara que no ho puguin aconseguir. Hi ha molta gent que passa gana als Estats Units".

### Obra posterior
L'any 2002, Lou fou distingida amb una beca de la fundació John D. i Catherine T. MacArthur, i va decidir traslladar-se a Durban (Sud-àfrica) per tal de treballar amb una trentena d'artesans zulus en un centre sense ànim de lucre amb la intenció de desenvolupar projectes econòmicament sostenibles sense perdre de vista l'objectiu de crear obres originals i sostenibles.
Després de les primeres instal·lacions, el treball de Lou ha abordat la vulnerabilitat del cos humà a través d'escultures que al·ludeixen a l'arquitectura de confinament. Cell (2004-06), per exemple, juga amb la idea d'una cel·la de la presó, o Security Fence (2005) segueix una línia similar, en tant que espai tancat amb baules de cadena i cable d'espines que no deixen ni entrar-hi ni sortir-ne. Tot el contrari és el que s'extreu de Barricade (2007-2008), una estructura amb denes d'or de 24 quirats que no proporciona ni protecció ni seguretat. Les instal·lacions anteriors de gran escala, com Kitchen, Backyard o Trailer, es caracteritzaven per l'absència de l'ésser humà i per una gran varietat de colors. Amb Cell i Security Fence l'absència de l'ésser humà continua, però Lou ha reduït la varietat dels materials emprats, tot cercant una menor varietat de colors. En les escultures de la figura humana, com The Seer (2005-2006) o Homeostasis (2005-2006), els sistemes de venes i artèries són exposades a la superfície de l'escultura, representant el cos humà com delicat i carnós, però també com un sistema de coneixement.
Des de 2007, Lou ha treballat en una sèrie anomenada Reliefs (relleus), taules fetes amb denes de vidre en posició vertical que semblen evocar catifes de la zona del Caucas, mapes topogràfics, petites ciutats o organismes en moviment. Aquestes creacions són una clara mostra del compromís de l'artista amb els materials i tècniques adoptats en les seves creacions, d'una bellesa que convida a la calma per bé que alhora posa de manifest les tensions pròpies del temps present.
El seu projecte més recent és Color Field, un homenatge a la terra sud-africana on ha treballat en diverses ocasions presentat al Museu d'Art contemporani de San Diego a finals de 2013. Aquesta obra, entesa com una escultura pensada per anar a terra, és com un arc de Sant Martí pixelat —dividit en quadrícula—, gairebé abstracte, format a base de fils de denes de plàstic de colors, que generen una obra texturitzada, que convida a ésser tocada, i que batega rítmicament.

## Exposicions
Lou ha exposat en nombrosos museus i galeries de tot el món, com el New Museum of Contemporary Art de Nova York; el Metropolitan Museum of Art, també de Nova York; el Los Angeles County Museum of Art; el Minneapolis Institute of Arts; el Santa Monica Museum of Art o la Smithsonian Institution of American Art de Washington D.C.. A Europa, ha exposat al Victoria and Albert Museum de Londres, a la Deste Foundation for Contemporary Art d'Atenes i a l'Espai 13 de la Fundació Joan Miró, entre d'altres. L'exposició de l'Espai 13 va ser presentada pel comissari Ferran Barenblit com «el plat fort d'aquesta temporada». Amb set milions de boletes de plàstic i vidre, l'artista reproduïa un jardí típic de casa unifamiliar californiana en els cent cinquanta metres quadrats de l'Espai 13. Com ja havia fet amb la cuina que havia presentat al New Museum de Nova York el 1996, l'artista va organitzar, per al seu llarg procés de realització, una sèrie de tallers on els assistents contribuïen en l'elaboració de la instal·lació final.

### Exposicions individuals destacades
Selecció:
- 2013 Color Field, Museum of Contemporary Art, San Diego, Califòrnia
- 2012 Liza Lou, White Cube, Londres
- 2011 Liza Lou, L&M Arts, Los Angeles, Califòrnia
- 2010 American Idol. Works from 1995-2010, Galerie Thaddaeus Ropac, París
- 2008 Liza Lou, L&M Arts, Nova York
- 2006 Liza Lou, White Cube, Londres
- 2004 The Damned, Galerie Thaddaeus Ropac, París
- 2002 Liza Lou, Kunstpalast Düsseldorf
- 2001 Liza Lou III, Bass Museum of Art, Miami
- 2000 American Presidents 1-43, Smithsonian Institution of American Art, Washington DC
- 1999 American Glamorama, Grand Central Terminal, Nova York
- 1998 Backyard, Espai 13, Fundació Joan Miró
- 1997 American Presidents 1-42, California Center for the Arts Museum, Escondido
- 1996 Kitchen, Minneapolis Institute of Arts